# Focus (formație)
Focus este o trupă olandeză de muzică rock (în principal rock instrumental precum și rock progresiv dar și hard rock cu un sunet uneori medieval precum și cu influențe de muzică barocă sau muzică de cameră). Muzica formației aparține parțial genului jazz fusion de asemenea. A fost fondată de organistul, flautistul și solistul vocal Thijs van Leer în 1969 și este cunoscută datorită unor cântece ca „Hocus Pocus” și „Sylvia”. Formația a devenit din nou faimoasă după ce melodia „Hocus Pocus” a fost folosită pentru reclama Write the Future pentru Nike 2010 World Cup pentru Cupa Mondială 2010.
Alte melodii cunoscute ale formației includ „House of the King” sau „Anonymous”. Muzica acestora este similară ca stil/gen cu cea a celor de la Jethro Tull, o formație de muzică rock cunoscută din Regatul Unit. Partea vocală a muzicii acestora este adesea reprezentată de onomatopeele lui Thijs van Leer (pronunțat „Teis van Lir”) dar și de versuri în limba engleză cântate de același solist vocal (e.g., piesa Moving Waves). Conform frontman-ului formației Thijs van Leer într-un interviu din 2024, acestuia nu îi prea place încadrarea grupului său muzical olandez în sub-genul de progressive rock, preferând în schimb doar titulatura de grup rock care a cântat în multe stiluri.